# VR Payment
VR Payment GmbH ist ein deutsches Unternehmen, das Dienstleistungen und Infrastruktur rund um den bargeldlosen Zahlungsverkehr für den stationären Handel, den E-Commerce und mobile Verkaufssituationen anbietet. Der Hauptsitz befindet sich in Frankfurt am Main, ein weiterer Standort ist im baden-württembergischen Ettlingen. VR Payment ist ein Tochterunternehmen der DZ Bank Gruppe und Teil der genossenschaftlichen Finanzgruppe Volksbanken Raiffeisenbanken, welche vom Bundesverband der Deutschen Volksbanken und Raiffeisenbanken als Spitzenverband vertreten wird. VR Payment ist der einzige deutsche Full-Service Payment-Anbieter in Bankenhand.

## Geschäftstätigkeit
VR Payment ist ein reguliertes E-Geld- und Zahlungsinstitut und von der Deutschen Kreditwirtschaft zugelassener Netzbetreiber des Girocard-Systems. Zu den Kernleistungen des Unternehmens gehört neben dem Girocard-Netzbetrieb das Acquiring – die Anbindung von Händlern und Dienstleistern an die Kartennetzwerke von Mastercard, Visa, American Express und vielen weiteren. Damit ermöglicht VR Payment die Annahme von bargeldloser Bezahlung in stationären Geschäften und Onlineshops. Das Unternehmen unterstützt Händler und Dienstleister zudem bei der Integration von Zahlungslösungen in ihre Kassensysteme, Onlineshops sowie mobile Applikationen und stellt hierfür entsprechende Hardware und Software zur Verfügung. Dafür arbeitet es unter anderem mit Softwarehäusern und ERP-Anbietern sowie Partnern für Zutrittstechnologien, Automaten, Warenwirtschaft und autonome Shopsysteme zusammen.
Zu den Kunden des Unternehmens gehören neben klein- und mittelständischen Unternehmen unter anderem Burger King Deutschland, Aramark Deutschland und der Fußballverein Eintracht Frankfurt.
VR Payment fungiert außerdem als Issuing-Processor und wickelt in dieser Rolle internationale Debit- und Kreditkartenzahlungen technisch für die Volksbanken Raiffeisenbanken sowie weitere Institute ab.
Im Jahr 2024 stellte VR Payment 312.000 Kartenzahlungs-Terminals im deutschen Netzbetrieb und wickelte dort 983 Millionen Transaktionen ab. Zudem stellte VR Payment die Zahlungsabwicklung für 6,7 Millionen Kreditkarten der Volksbanken Raiffeisenbanken und anderer Banken sicher.

## Geschichte
Vorgängerunternehmen von VR Payment waren das Betriebswirtschaftliche Institut der Deutschen Kreditgenossenschaften (abgekürzt BIK GmbH) und die CardProcess GmbH. Das BIK wurde im April 1972 gegründet. Aus ihm ging im Jahr 2004 das Unternehmen CardProcess GmbH hervor. Im Januar 2019 firmierte die CardProcess GmbH zur VR Payment GmbH um.